# Прилогино
Прило́гино (рос. Прилогино) — село у складі Леб'яжівського округу Курганської області, Росія.
Населення — 321 особа (2010, 367 у 2002).